# Eugyra
Eugyra is een geslacht uit de familie Molgulidae en de orde Stolidobranchia uit de klasse der zakpijpen (Ascidiacea).

## Soorten
- Eugyra adriatica Drasche, 1884
- Eugyra arenosa (Alder & Hancock, 1848)
- Eugyra bilabiata Sluiter, 1887
- Eugyra borealis (Monniot C. & Monniot F., 1977)
- Eugyra brewinae Millar, 1960
- Eugyra communis Nishikawa, 1984
- Eugyra connectens Ärnbäck, 1928
- Eugyra dakarensis (Pizon, 1896)
- Eugyra extrosa Nishikawa, 1984
- Eugyra glutinans (Moeller, 1842)
- Eugyra greenwichensis (Monniot C. & Monniot F., 1974)
- Eugyra hexarhiza Tokioka, 1949
- Eugyra islandica Millar, 1974
- Eugyra japonicus (Oka, 1934)

- Eugyra kerguelenensis Herdman, 1881
- Eugyra malayensis Millar, 1975
- Eugyra mammillata Kott, 1985
- Eugyra millimetra Kott, 1985
- Eugyra molguloides Sluiter, 1904
- Eugyra munida Millar, 1982
- Eugyra myodes Millar, 1962
- Eugyra novaezealandiae Brewin, 1950
- Eugyra pedunculata Traustedt, 1886
- Eugyra pellucida (Macdonald, 1859)
- Eugyra peresi Millar, 1957
- Eugyra polyducta (Monniot C. & Monniot F., 1983)
- Eugyra symmetrica Drasche, 1884
- Eugyra vallatum (Monniot C., 1978)

Niet geaccepteerde soorten:
- Eugyra aernbaeckae Millar, 1960 → Pareugyrioides arnbackae (Millar, 1960)
- Eugyra arctoa Ärnbäck, 1928 → Eugyra glutinans (Moeller, 1842)
- Eugyra arenata (Stimpson, 1852) → Molgula arenata Stimpson, 1852
- Eugyra arnbackae Millar, 1960 → Pareugyrioides arnbackae (Millar, 1960)
- Eugyra asamusi Oka, 1930 → Eugyra glutinans (Moeller, 1842)
- Eugyra flabelligona Millar, 1975 → Pareugyrioides exigua (Kott, 1972)
- Eugyra globosa Alder & Hancock, 1870  → Eugyra arenosa (Alder & Hancock, 1848)
- Eugyra guillei (Monniot C., 1994) → Gamaster guillei Monniot C., 1994
- Eugyra guttula (Michaelsen, 1900) → Eugyra kerguelenensis Herdman, 1881
- Eugyra macrentera Millar, 1962 → Pareugyrioides macrentera (Millar, 1962)
- Eugyra moretonensis Kott, 1972 → Eugyra molguloides Sluiter, 1904
- Eugyra peduculata Traustedt, 1886 → Molgula pedunculata (Herdman, 1881)
- Eugyra pilularis (Verrill, 1871) → Bostrichobranchus pilularis (Verrill, 1871)
- Eugyra translucida Kiaer, 1896 → Eugyra arenosa (Alder & Hancock, 1848)
- Eugyra woermani Michaelsen, 1914 → Eugyra dakarensis (Pizon, 1896)